# Winston Hibler
Winston Hibler (* 8. Oktober 1910 in Harrisburg, Pennsylvania; † 8. August 1976 in Los Angeles, Kalifornien) war ein US-amerikanischer Drehbuchautor, Filmproduzent und -regisseur sowie Schauspieler und Off-Sprecher. Bekannt ist vor allem seine Arbeit für Walt-Disney-Produktionen. Dem englischsprachigen Film- und Fernsehpublikum ist er als Sprecher der Disney-Dokumentarfilme vertraut.

## Leben

### Herkunft, Ausbildung und erste Berufsjahre
Winston Hibler wollte schon als Jugendlicher Schauspieler werden und ging deshalb nach New York, um an der dortigen American Academy of Dramatic Arts eine entsprechende Ausbildung zu absolvieren, die er 1930 abschloss. Im gleichen Jahr  heiratete er die Schauspielerin und Eisläuferin Dorothy „Dottie“ Johnson (1912–2010). Das Paar hatte drei Kinder, darunter Christopher Hibler (1942–2010), der später nach seiner Ausbildung in den Disney-Studios ebenfalls im Filmgeschäft tätig war.
Nachdem er Anfang der 1930er Jahre zunächst für kurze Zeit am Broadway und beim Saisontheater gespielt hatte, versuchte Winston Hibler, in Hollywood Fuß zu fassen. Als Schauspieler kam er im Filmgeschäft allerdings über Statisten- und winzige Nebenrollen nicht hinaus und hielt sich als freier Autor für Magazine und Radiosender über Wasser.

### Karriere in den Disney-Studios
1942 fing er in den Walt-Disney-Studios als Kameraoperateur an, arbeitete sich aber alsbald empor zum Technischen Direktor (Technical Director) militärischer Ausbildungsfilme, die das Studio während des Zweiten Weltkriegs im Auftrag der US-Regierung herstellte. Sein erster reiner Unterhaltungsfilm war dann Musik, Tanz und Rhythmus (1948), für den er das Drehbuch für das Segment Hänschen Apfelkern (Johnny Appleseed) schrieb. Walt Disney erkannte sein Talent als Autor, und in der Folge war Winston Hibler dann bis einschließlich Dornröschen und der Prinz (1959) an den Drehbuchentwicklungen für alle langen Disney-Zeichentrickfilme beteiligt, ausgenommen lediglich Susi und Strolch (1955). Für diese Filme war er auch als Dialog-Regisseur tätig und steuerte einige Liedtexte bei, etwa die zusammen mit Ted Sears geschriebenen Songs Following the Leader für Peter Pans heitere Abenteuer (1953) und I Wonder für Dornröschen und der Prinz (1959). In seiner Funktion als Liedtexter war Hibler ab 1954 Mitglied der American Society of Composers, Authors, and Publishers (ASCAP).

### Die Stimme der Disney-Dokumentarfilme
Dem breiten Publikum im englischsprachigen Raum ist Winston Hibler jedoch vor allem als Kommentator der Disney-Dokumentarfilmreihen Entdeckungsreisen im Reiche der Natur (True-Life Adventures) und Land und Leute (People and Places) bekannt. Seine ruhige und angenehme Stimme, geprägt vom Akzent des Mittleren Westens war, beginnend mit Die Robbeninsel (1948), ein Markenzeichen aller dieser Filme. Dies war Walt Disney durchaus bewusst, und so hatte Hibler für über eine Dekade vor allem mit diesen Dokumentarproduktionen zu tun. Bereits ab Erde, die große Unbekannte (1951) schrieb er regelmäßig auch an den Drehbüchern mit, wobei er eng mit seinem Autorenkollegen Ted Sears sowie Koproduzent Ben Sharpsteen und Regisseur James Algar zusammenarbeitete. In dieser Konstellation hatte Hibler auch erheblichen Anteil am Erfolg der langen Kinodokumentationen wie Die Wüste lebt (1953), Wunder der Prärie (1954) oder Geheimnisse der Steppe (1955).
Demgegenüber geriet seine Arbeit für Land und Leute etwas in den Hintergrund. Einen Film der Reisefilm-Reihe, Unternehmen Arktis (1955), gestaltete er in Personalunion als Regisseur, Drehbuchautor und Sprecher entscheidend mit. Die Dokumentation über Eisbrecher im Arktischen Ozean brachte 1956 Walt Disney nicht nur den Oscar als „Bester kurzer Dokumentarfilm“, sondern Hibler persönlich auch die „Kleine Goldene Plakette“ bei den Internationalen Filmfestspielen Berlin ein. Später führte er noch bei Seven Cities of Antarctica (1958) Regie.
Besonders intensiv arbeitete Hibler zusammen mit Ralph Wright und N. Paul Kenworthy außerdem an Perris Abenteuer (1957), Disneys erster und einziger True-Life Fantasy. Bei dieser Realverfilmung der Vorlage von Felix Salten wurden Aufnahmen echter Tiere in Anlehnung an den Stil der Dokumentarfilme verwendet. Hibler war dabei nicht nur am Drehbuch und den Liedertexten beteiligt, sondern auch Koproduzent und Erzähler.
Daneben wirkte Hibler als Autor, Regisseur und Sprecher an verschiedenen Folgen der Disney-Fernsehshow Disneyland mit, in der er mehrmals auch vor der Kamera zu sehen war. Ein besonderer Erfolg war dabei das zusammen mit Hamilton S. Luske inszenierte Fernsehspecial Unternehmen Tiefsee (1954), das nicht nur die Geschichte der Erforschung der Tiefsee thematisierte, sondern zugleich auch als Making-of für 20.000 Meilen unter dem Meer (1954) fungierte. Das Studio gewann dafür 1955 einen Emmy.

### Als Produzent
Als Walt Disney seine Dokumentarfilmreihen zu Anfang der 1960er Jahre auslaufen ließ, konzentrierte sich Hibler – beginnend mit Nikki, Held des Nordens (1961) – als Produktionsleiter vorrangig auf diejenigen Kinospielfilm-Produktionen des Studios, in denen Tiere oder die Natur tragende Elemente waren. Besonders eng arbeitete er dabei mit Regisseur Norman Tokar und Drehbuchautor Louis Pelletier zusammen, so an Diese Calloways (1965) und Vierzig Draufgänger (1966). Gelegentlich führte er auch selbst Regie, so bei den einfühlsamen Tierabenteuerfilmen Der einsame Puma (1967), Lefty, der Luchs (1971) und Chandar, der schwarze Leopard (1972).
Nach Walt Disneys Tod 1966 gehörte Winston Hibler neben James Algar, Bill Anderson, Ron Miller, Bill Walsh, Harry Tytle und Roy E. Disney zum Stab der sieben Produzenten, die unter Vorsitz von Disney-Vizepräsident Card Walker die Produktionsleitung übernahmen. Sie wurden für die nächste Dekade die Hauptverantwortlichen für die gesamte Filmproduktion des Studios. Insgesamt war Hibler, der innerhalb des Studios schlicht nur Hib oder Hibbie genannt wurde, an rund 150 Film- und Fernsehproduktionen der Disney-Studios beteiligt.
Sein letzter Kinofilm war die aufwendige, jedoch nicht sonderlich erfolgreiche Science-Fiction-Literaturverfilmung Insel am Ende der Welt (1974).
Gerade mit Vorarbeiten zu Das schwarze Loch (1979) beschäftigt, starb Winston Hibler plötzlich und unerwartet im Alter von 65 Jahren am 8. August 1976.
In Würdigung seiner Verdienste ernannte ihn die Walt Disney Company 1992 postum zur Disney-Legende.

## Filmografie (Auswahl)
- 1948: Musik, Tanz und Rhythmus (Melody Time) – Drehbuchbeteiligung
- 1948: Die Robbeninsel (Seal Island) – Sprecher
- 1949: Die Abenteuer von Ichabod und Taddäus Kröte (The Adventures of Ichabod and Mr. Toad) – Drehbuchbeteiligung
- 1950: Im Tal der Biber (In Beaver Valley) – Sprecher
- 1950: Aschenputtel, auch: Cinderella (Cinderella) – Drehbuchbeteiligung
- 1951: Erde, die große Unbekannte (Nature’s Half Acre) – Drehbuchbeteiligung und Sprecher
- 1951: Alice im Wunderland (Alice in Wonderland) – Drehbuchbeteiligung
- 1952: The Olympic Elk – Drehbuchbeteiligung und Sprecher
- 1952: Wasservögel (Water Birds) – Drehbuchbeteiligung und Sprecher
- 1953: Im Lande der Bären (Bear Country) – Sprecher
- 1953: The Alaskan Eskimo – Sprecher
- 1953: Peter Pans heitere Abenteuer (Peter Pan) – Drehbuch- und Liedertextebeteiligung
- 1953: Die Wüste lebt (The Living Desert) – Drehbuchbeteiligung und Sprecher
- 1954: Siam – Land und Leute (Siam) – Drehbuchbeteiligung und Sprecher
- 1954: Unternehmen Tiefsee (Operation Undersea) – TV – Koregie
- 1954: Wunder der Prärie (The Vanishing Prairie) – Drehbuchbeteiligung und Sprecher
- 1955: Schweiz (Switzerland) – Sprecher
- 1955: Unternehmen Arktis (Men Against the Arctic) – Regie, Drehbuch und Sprecher
- 1955: Geheimnisse der Steppe (The African Lion) – Drehbuchbeteiligung und Sprecher
- 1956: Sardinien (Sardinia) – Sprecher
- 1956: Geheimnisse des Lebens (Secrets of Life) – Sprecher
- 1956: Disneyland, U.S.A. – Sprecher
- 1957: Perris Abenteuer (Perri) – Drehbuch- und Liedertextebeteiligung, Koproduzent und Erzähler
- 1957: Die blauen Männer von Marokko (The Blue Men of Morocco) – Sprecher
- 1958: Seven Cities of Antarctica – Regie und Sprecher
- 1958: Tauchermädchen (Ama Girls) – Sprecher
- 1958: Weiße Wildnis (White Wilderness) – Sprecher
- 1958: The Pigeon That Worked a Miracle – Fernsehfilm der Disneyland-Reihe – Produzent
- 1959: Dornröschen und der Prinz (Sleeping Beauty) – Drehbuch- und Liedertextebeteiligung
- 1959: Wilde Katzen (Jungle Cat) – Sprecher
- 1959: Geheimnisse der Tiefe (Mysteries of the Deep) – Sprecher
- 1960: Inseln im Meer (Islands of the Sea) – Sprecher
- 1961: Flash, the Teenage Otter – Fernsehfilm der Disneyland-Reihe – Erzähler
- 1961: Nikki, Held des Nordens (Nikki, Wild Dog of the North) – Drehbuchbeteiligung und Produzent
- 1961: Chico, the Misunderstood Coyote – Fernsehfilm der Disneyland-Reihe – Erzähler
- 1962: Mein Freund Red (Big Red) – Koproduzent
- 1962: Sammy, the Way-Out Seal – Fernsehfilm der Disneyland-Reihe – Koproduzent
- 1963: Little Dog Lost – Fernsehfilm der Disneyland-Reihe – Koproduzent und Erzähler
- 1965: Ida, the Offbeat Eagle – Fernsehfilm der Disneyland-Reihe – Koproduzent und Erzähler
- 1965: Diese Calloways (Those Calloways) – Koproduzent
- 1965: A Country Coyote Goes Hollywood – Fernsehfilm der Disneyland-Reihe – Drehbuchbeteiligung und Erzähler
- 1966: Geliebter Haustyrann (The Ugly Dachshund) – Koproduzent
- 1966: Vierzig Draufgänger (Follow Me, Boys!) – Koproduzent
- 1967: Der einsame Puma (Charlie, the Lonesome Cougar)  – Regie, Koproduzent und Geschichte
- 1968: Der Hengst im grauen Flanellanzug (The Horse in the Gray Flannel Suit) – Produzent
- 1970: Aristocats (The Aristocats) – Koproduzent
- 1970: König der Grizzlies (King of the Grizzlies) – Produzent und Erzähler
- 1971: Lefty, der Luchs (Lefty, the Dingaling Lynx) – Fernsehfilm – Regie
- 1972: Chandar, der schwarze Leopard (Chandar, the Black Leopard of Ceylon) – Regie
- 1972: Flucht in die Wildnis (Napoleon and Samantha) – Produzent
- 1973: Ein Kamel im wilden Westen (One Little Indian) – Produzent
- 1974: Meine Bären und ich (The Bears and I) – Produzent
- 1974: Südsee-Cowboy (The Castaway Cowboy) – Koproduzent
- 1974: Insel am Ende der Welt (The Island at the Top of the World) – Produzent